# Ровтытагин, Владимир Ильич
Владимир Ильич Ровтытагин — советский хозяйственный и государственный деятель, лауреат Государственной премии СССР за выдающиеся достижения в труде.

## Биография
Родился в 1941 году в Иультинском районе Чукотского национального округа. Член КПСС.
В десятилетнем возрасте остался сиротой, жил и работал подпаском при оленеводческой бригаде Омрылькота.
В 1955—1959 — оленевод в бригаде Петра Етылина, в 1959—1991 — бригадир оленеводческого совхоза «Возрождение» Иультинского района Чукотского автономного округа Магаданской области.
За широкое использование результатов научных исследований и передового опыта, обеспечивших существенное повышение эффективности производства и качества животноводческой продукции был в составе коллектива удостоен Государственной премии СССР за выдающиеся достижения в труде 1977 года.
Умер в селе Конергино. Именем Ровтытагина названа улица в этом селе.

## Награды
- Орден Трудовой Славы II степени
- Орден Трудовой Славы III степени